# Oldenzaal

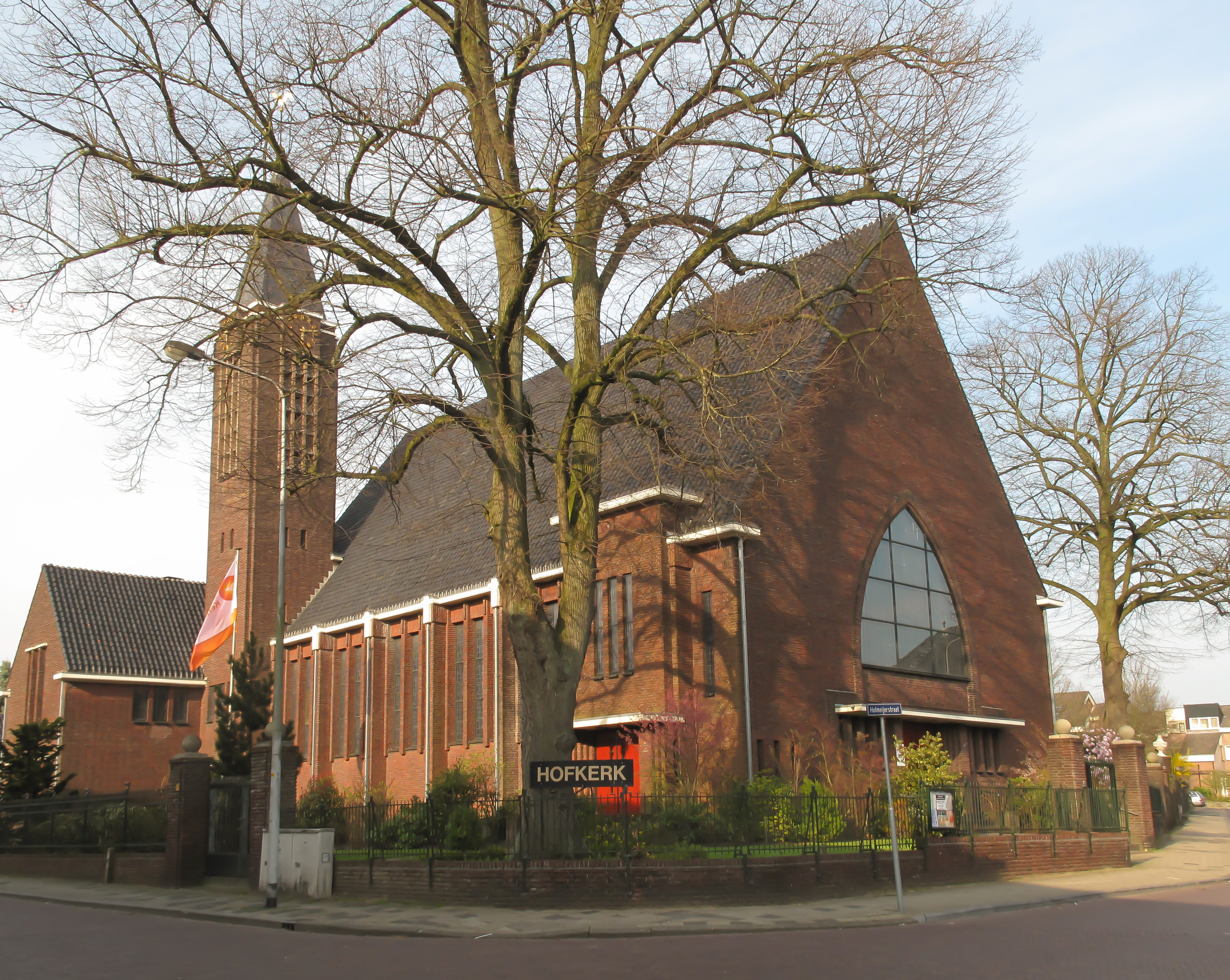
Temple protestant : de Hofkerk.

Oldenzaal est une commune néerlandaise, située en province d'Overijssel, qui compte environ 31 900 habitants (2022). La basilique Saint-Plechelm d'Oldenzaal, d'architecture romane, est l'un des édifices sacrés les plus anciens du royaume des Pays-Bas.

## Patrimoine culturel
- Historisch Museum Het Palthe Huis : musée historique dans une maison du XVIIe siècle ayant appartenu à la famille Palthe dont fait partie le peintre Jan Palthe. Le musée présente l'ameublement et le mode de vie d'une maison du XVIIIe siècle : chambres, salle à manger, bibliothèque, cuisine. Les collections historiques sont situées au premier étage.

## Personnalités liées à la commune
- Baldéric d'Utrecht (897-975), évêque d'Utrecht partisan de l'empereur Othon Ier
- Theodorus Bernardus Kock (1737-1809), homme politique néerlandais.
- Ellen van Langen (1966-), athlète spécialiste du 800 m, championne olympique.
- Jan Vennegoor of Hesselink (1978-), footballeur néerlandais.
- Björn Kuipers (1973-), arbitre de football néerlandais.